# エージェント・アームストロング
『エージェント・アームストロング -秘密司令大作戦-』（エージェント・アームストロング ひみつしれいだいさくせん、AGENT ARMSTRONG）は1997年12月4日にウィネットからPlayStation用に発売された、アクションシューティングゲーム。イギリスにあったKing of the Jungleが開発し、欧米ではヴァージンインタラクティブエンターテインメントから発売された。Microsoft Windows用も発売されている。

## 要素
コミカルな横スクロールタイプの2Dアクションシューティングゲームであるが、ステージはベルトスクロールアクションゲームの様な、奥行きがある斜め上方から見下ろした、ゲームフィールドになっており、上下左右斜めの移動及び攻撃や、建物の陰に隠れたり、建物や部屋の中に入ってステージを進めたたり、ステージ構造は3Dの様になっている。武器・アイテムは機関銃やミサイル銃、手榴弾、リモート爆弾。ジャングルや基地や海中戦など全30ステージからなっており、建物や敵の新兵器である中ボスの破壊や仲間の女エージェントの救出などの、ミッション遂行があり、ミッション遂行が、達成すれば、そのステージのミッションは達成となり、クリアとなる。ゲームを始める前のオペレーションルーム（指令本部）ではワールドマップでミッション選択や、トレーニングルームで練習したり、ゲームのサウンドが聴ける蓄音機がある部屋などがある。なおオーケストラスタイルのこのゲームの曲は数々のゲームサウンドを作曲して来たJolyon Myersが担当。

## あらすじ
1935年、悪名高いギャングスターのスパッツ・ファルコネッチ率いる犯罪組織（シンジケート）は世界征服のため、手中に治めつつあった。プレイヤーである主人公の秘密諜報員アームストロングはファルコネッチの邪悪な計画を阻止するため、シンジケートに立ち向かう。